# Bright Angel Lodge
Bright Angel Lodge es un complejo hotelero en el Borde Sur del Gran Cañón en el parque nacional del Gran Cañón, Arizona. Diseñado por la arquitecta Mary Jane Colter, el albergue es un complejo de cabañas alrededor de un edificio central, directamente al borde del cañón. El complejo de cabañas rústicas es una estructura importante que contribuye al Distrito de Monumentos Históricos Nacionales de Grand Canyon Village.

## Historia
El primer alojamiento fue establecido por James Thurber en 1896 al comienzo del Bright Angel Trail que conduce al cañón. Thurber dirigió una línea de diligencias desde el área de Grandview hasta esta nueva ubicación al oeste en 1896, construyendo un pequeño hotel con estructura de madera. Casi al mismo tiempo, Buckey O'Neill construyó su cabaña cerca, llamándola O'Neill's Camp. Thurber adquirió la cabaña de O'Neill aproximadamente cuando O'Neill murió en Cuba durante la guerra hispanoamericana. Thurber amplió la operación, estableciendo un campamento de tiendas de campaña para turistas y llamando al complejo Bright Angel Hotel y Bright Angel Camps.
Thurber vendió la operación Bright Angel al hotelero Martin Buggeln de Williams, Arizona, a tiempo para que el Ferrocarril del Gran Cañón se completara hasta el Borde Sur en septiembre. El ferrocarril, que reclamó la mayoría de las tierras en el borde sur, incluido el sitio de Bright Angel, cooperó con Buggeln mientras se construía el hotel El Tovar del ferrocarril inmediatamente al este del hotel Bright Angel, luego compró Buggeln cuando el nuevo hotel se completó en 1905. El ferrocarril renovó el hotel más antiguo y construyó cabañas para reemplazar las tiendas. A diferencia de los alojamientos de El Tovar, que se comercializaban como un hotel de destino, las instalaciones de Bright Angel estaban dirigidas a un mercado de clase media.
La estación Red Horse se construyó originalmente como una parada de diligencias a unas 16 millas (25,7 km) al sur del Borde Sur. Cuando el ferrocarril se extendió al borde sur, Ralph Cameron desmontó el poste y lo trasladó al borde sur y lo reconstruyó justo al oeste de la cabaña Buckey O'Neill en 1902, agregando un segundo piso con estructura de madera al primer piso de troncos y llamándolo el Hotel de Cameron. Desde 1907 albergó la oficina de correos del parque.

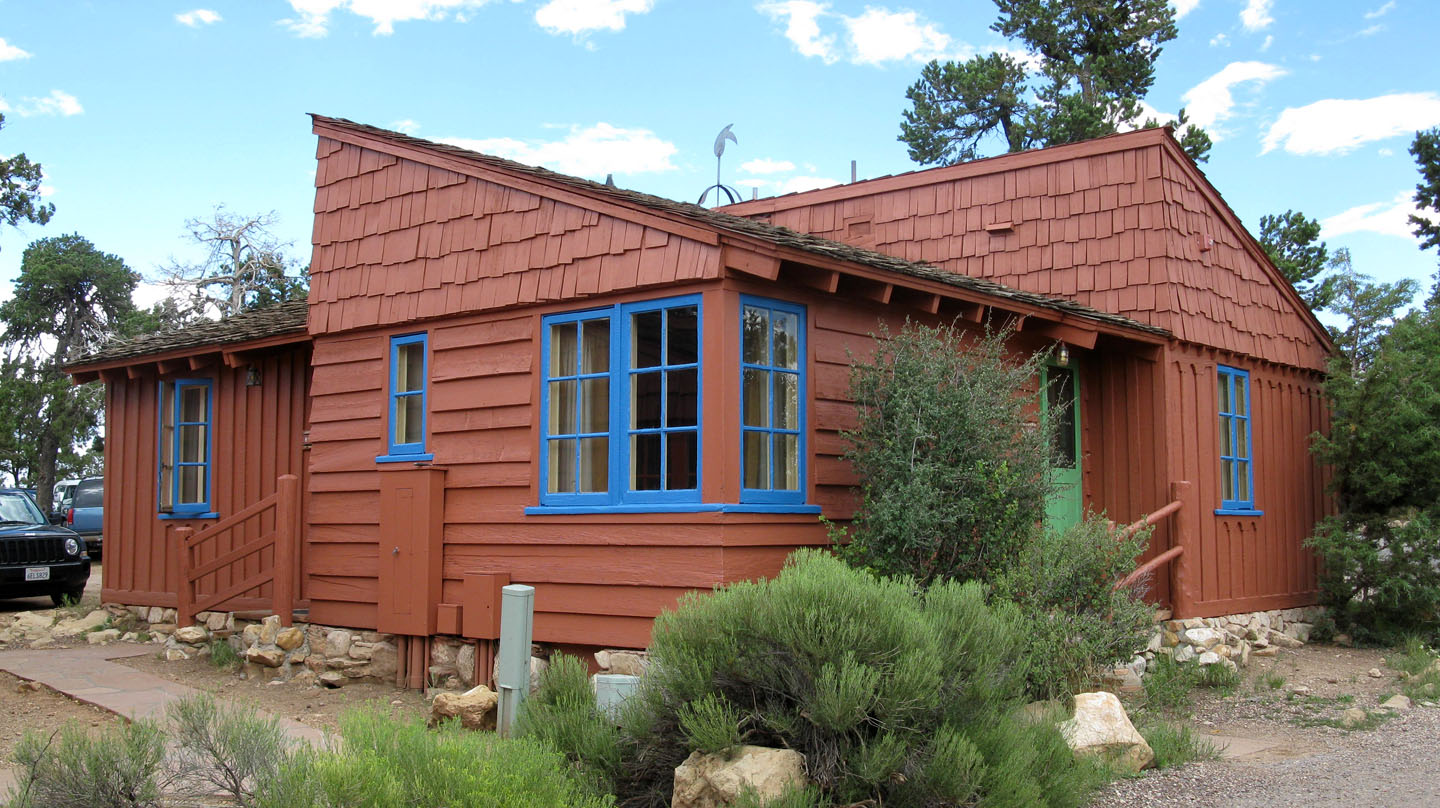
Cabina de ángel brillante

En la década de 1930, la operación Bright Angel necesitaba una renovación. Atchison, Topeka and Santa Fe Railway, propietaria de las concesiones de Grand Canyon Railroad y South Rim, le pidió a la arquitecta Mary Colter que diseñara un reemplazo. Los diseños iniciales de Colter se parecían a las estructuras de Hermit's Rest y Lookout Studio, ambas ubicadas cerca. El Servicio de Parques no aprobó el uso tan extensivo de piedra para los nuevos alojamientos, y Colter revisó el diseño para construir una estructura de madera, Colter mantuvo la Cabaña O'Neill y la Cabaña Red Horse (eliminando su incongruente segundo piso) y reemplazó el cabañas de carpa con cabañas rústicas nuevas de construcción de troncos y piedra local, terminadas en 1935. Colter se esforzó especialmente por integrar el nuevo complejo en el paisaje, utilizando un modelo a escala para estudiar el diseño.

## Descripción
El albergue es una estructura grande con un simple techo a dos aguas de poca profundidad. El techo sobresale en la entrada principal para formar un porche a dos aguas sostenido por postes de troncos pelados. Colter usó apéndices con techo de cobertizo para crear un efecto de capas para la masa del albergue principal. Los acabados interiores incluyeron troncos tallados a mano, adobe y piedra caliza local. Los materiales de la chimenea de piedra reproducen los estratos que se encuentran en el Gran Cañón a lo largo de Bright Angel Trail en su secuencia correcta de abajo hacia arriba. Las cabañas adosadas se distribuyen en el espacio entre el albergue y el borde del cañón, y algunas dan directamente al cañón. Las cabañas estaban amuebladas con antigüedades y reproducciones seleccionadas a mano por Colter. El salón de cócteles del albergue cuenta con murales del artista Hopi Fred Kabotie.

## Designación histórica
El Bright Angel Lodge y las cabañas son estructuras significativas que contribuyen al Distrito de Monumentos Históricos Nacionales de Grand Canyon Village. El distrito histórico se amplió en 1982 para incluir Bright Angel Lodge y sus cabañas. Inicialmente se había dejado fuera de la nominación porque aún no había alcanzado el umbral de los 50 años, pero la nominación de 1982 dejó en claro que el complejo Bright Angel tenía una importancia tan excepcional que valía la pena renunciar al requisito de los 50 años.

## Referencias

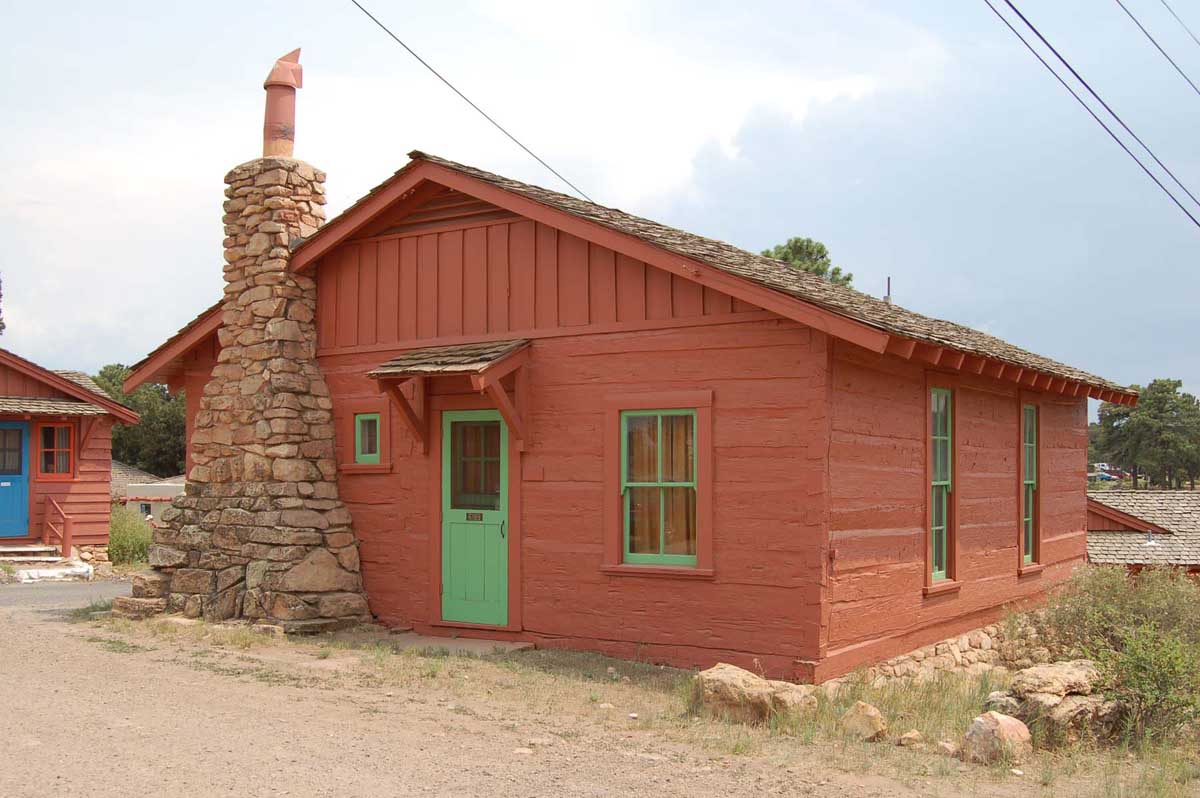
Cabaña Red Horse, en Bright Angel Lodge.